# Superintendencia de Competencia de El Salvador
La Superintendencia de Competencia de El Salvador (SC) es un organismo autónomo creado en 2006, encargado de promover y garantizar la libre competencia en los mercados salvadoreños. Su función principal es prevenir y sancionar prácticas anticompetitivas para fomentar la eficiencia económica y el bienestar del consumidor.

## Historia
La SC fue creada a partir de la entrada en vigencia de la Ley de Competencia de El Salvador en 2006. Su establecimiento respondió a la necesidad de regular el mercado y evitar prácticas que pudieran afectar el desarrollo económico del país.
Desde su creación, la SC ha realizado investigaciones en sectores estratégicos como telecomunicaciones, energía, servicios financieros y comercio, sancionando prácticas anticompetitivas y emitiendo opiniones sobre regulaciones económicas.

## Funciones
La Superintendencia de Competencia tiene las siguientes funciones:
- Investigar y sancionar acuerdos anticompetitivos, como carteles y abuso de posición dominante.
- Evaluar fusiones y adquisiciones para evitar concentraciones de mercado que perjudiquen la competencia.[6]
- Emitir opiniones sobre regulaciones gubernamentales que puedan afectar la competencia en distintos sectores económicos.[7]
- Realizar estudios de mercado para identificar barreras a la competencia y proponer soluciones.[8]
- Promover la cultura de competencia a través de capacitaciones, publicaciones y actividades de sensibilización.[9]

## Organización
La SC es un organismo autónomo que opera bajo la dirección del Superintendente de Competencia, quien es designado por un período específico según lo establecido en la Ley de Competencia.
Cuenta con equipos técnicos especializados en economía, derecho y administración, encargados de analizar casos, elaborar estudios de mercado y proponer medidas para mejorar la regulación económica del país.

## Casos relevantes
La Superintendencia ha intervenido en múltiples casos importantes dentro de la economía salvadoreña, resolviendo situaciones de monopolios, colusión de precios y fusiones empresariales que podrían afectar la competencia.
Algunos de los casos más destacados incluyen investigaciones en el sector de telecomunicaciones, donde se ha regulado la competencia entre empresas proveedoras de servicios móviles e internet.
En el sector de distribución y ventas, la SC ha sancionado acuerdos ilegales entre empresas para la fijación de precios o la restricción de acceso al mercado.

## Categorías
- Datos: Q132603017